# Santa Cecilia (Jalisco)
Santa Cecilia es una localidad del estado mexicano de Jalisco. Es parte del municipio de San Juan de los Lagos.

## Toponimia
El nombre «Santa Cecilia» hace referencia al santo patrono de la localidad: Cecilia de Roma.

## Demografía
| Gráfica de evolución demográfica |
|                                  |

| Censo | Población |
| ----- | --------- |
| 1990  | 135       |
| 2000  | 1 130     |
| 2010  | 3 369     |
| 2020  | 4 189     |